# 인터셉션
인터셉션 (Interception)은 구기 단체 스포츠에서 패스를 중간에 가로채는 기술을 의미한다. 국내에서는 인터셉트 (Intercept)라는 용어로 더 많이 알려져있다.

## 축구
축구에서 인터셉션은 압박과 더불어 볼 소유권을 탈취하는 중요한 수단이다.

## 농구
농구는 스틸이라는 독자적인 용어를 사용하고 있다.